# Neuschoo
Neuschoo er en kommune i Samtgemeinde Holtriem i Landkreis Wittmund, i den nordvestlige del af den tyske delstat Niedersachsen.

## Geografi
Neuschoo grænser til (med uret fra vest) kommunerne Westerholt, Utarp, Schweindorf og Ochtersum (alle i Samtgemeinde Holtriem), kommunen Moorweg (Samtgemeinde Esens), kommunen e Blomberg (Samtgemeinde Holtriem) sam mod syd til Dietrichsfeld og Tannenhausen i bykommunen Aurich.